# Відкритий університет (Велика Британія)
Відкритий університет (англ. Open University) — британський університет відкритої освіти, заснований указом Її Величності Королеви Великої Британії в 1969 році. Мета його створення — надати можливість здобувати освіту людям, охочим вчитися в зручному для них місці і в зручний час.
Відкритий університет — найбільший університет Великої Британії, у якому навчається близько 200 тисяч студентів (2003). З моменту заснування понад три мільйони студентів пройшли навчання за програмами Відкритого університету. Адміністративна частина університету розташована в Walton Hall, Мілтон-Кінс в графстві Бакінгемшир; крім того, Відкритий університет має регіональні офіси в 13 регіонах Великої Британії. В іншому світі (за межами Євросоюзу) Відкритий університет працює через мережу освітніх партнерів, які забезпечують навчальний процес за його програмами ще в більш ніж 50 країнах.